# Valérie Lecasble
Valérie Lecasble, née le 26 février 1958 à Neuilly-sur-Seine, est une journaliste française de presse écrite, de radio et de télévision : elle a notamment dirigé le Nouvel Economiste, France-Soir et I-Télé.
Elle a ensuite mené une carrière dans la communication, d'abord comme vice-présidente de l'agence TBWA Corporate (de 2008 à 2016), puis directrice de la Délégation à l'information et à la communication de la Défense (DICoD) et porte-parole du ministère des Armées (de juin 2016 à octobre 2018).
Valérie Lecasble a été directrice générale de l'agence Hill+Knowlton Strategies Paris de 2019 à 2023 avant de rejoindre Le Journal.info.
Impliquée de longue date en politique, elle s'est lancée aux côtés de Gaspard Gantzer aux municipales à Paris en 2020.

## Biographie

### Carrière dans la presse et la radio
Diplômée de l'Institut d'études politiques de Paris en 1979, Valérie Lecasble commence sa carrière au quotidien économique Les Échos de 1981 à 1988 puis travaille pour le quotidien suisse L'Agefi comme chef du service "entreprise". Elle rejoint l'hebdomadaire L'Événement du jeudi en 1990, alors dirigé par Jean-François Kahn comme grand reporter économie, avant de devenir chef du service économie puis rédactrice en chef adjointe.
De 1996 à 2000, Valérie Lecasble est rédactrice en chef puis directrice de la rédaction du magazine Le Nouvel Économiste. Elle rejoint Radio Classique en 2001 puis en 2003, la station de radio spécialisée dans l'économie BFM, où elle anime la tranche d'information de la mi-journée.
En 2004 et 2005, elle dirige la rédaction de France-Soir mais ne parvient pas à redresser le quotidien. En dépit d'une nouvelle formule éditoriale proche de celle des tabloïds britanniques, les ventes reculent d'environ 10 % en raison du choix de l’actionnaire principal Raymond Lakah de réduire les livraisons des kiosques en province.
Entre 2014 et 2015 elle prend la direction de la DICoD avec pour principale mission l'accompagnement de la communication du ministère de la Défense vers les médias numériques.

### Carrière à la télévision et en radio

#### I-Télé
En septembre 2005, après avoir quitté la rédaction de France-Soir à sa demande, Valérie Lecasble est nommée directrice générale de la chaîne d'information en continu du groupe Canal+, I-Télé, bien qu'elle ait publié en 2001 Le Roman de Canal+, un livre critique contre la politique stratégique du groupe Canal+ et en particulier son président de l'époque, Pierre Lescure, fondateur d'I-Télé. À la fin du mois de mai 2008, elle est remerciée par Bertrand Méheut, PDG de Canal+, en même temps que le directeur de la rédaction Bernard Zekri, en raison notamment des mauvaises audiences de la chaîne face à sa concurrente BFM TV. Valérie Lecasble est remplacée par Pierre Fraidenraich,.

### Carrière dans la communication
En novembre 2008, Valérie Lecasble est nommée vice-présidente de l'agence de communication TBWA Corporate, filiale de TBWA France, chargée des « stratégies d'influence ». Elle y reste jusqu'en juin 2016.
En avril 2012, avec trois autres candidats dont le président sortant Gilles Leclerc, Valérie Lecasble est présélectionnée pour diriger Public Sénat, la chaîne parlementaire du Sénat. Elle n'est finalement pas retenue après les auditions.
À compter du 1er juin 2016, Valérie Lecasble est nommée directrice de la délégation à l'information et à la communication de la Défense (DICOD). Cet organisme gère la communication du ministère de la Défense. Elle est aussi promue au rang de porte-parole du ministère. En octobre 2018, elle quitte le ministère de la Défense.
En avril 2019, Valérie Lecasble est nommée Directrice Générale de l'agence Hill+Knowlton Strategies Paris. En novembre 2023, La Lettre annonce son exfiltration après avoir passé plus de quatre ans à la tête du groupe. Elle rejoint alors la rédaction du média Le Journal.info, média lance par Laurent Joffrin.

## Engagement politique
Après avoir travaillé pour la campagne du président du Sénat Jean-Pierre Bel, Valérie Lecasble rejoint l'équipe des conseillers de François Hollande (un « ami de longue date ») dans le cadre de sa candidature à l'élection présidentielle de 2012.
En février 2019, elle s'engage pour les municipales de Paris de 2020 auprès de Gaspard Gantzer, ancien militant au parti socialiste et ex-conseiller du président François Hollande. Elle est notamment la cheffe de file du mouvement Parisiennes, Parisiens de Gaspard Gantzer dans le 7ème arrondissement de Paris. Au premier tour, le 15 mars 2020, la liste qu'elle conduit termine le premier tour en avant-dernière position dans cet arrondissement, avec 69 voix.

## Décorations
- Chevalier de la Légion d'honneur le 31 décembre 2015[24].

## Publications
Valérie Lecasble a signé plusieurs ouvrages d’investigation sur Bernard Tapie, l'affaire Elf et la gestion de Canal+. Deux de ces ouvrages ont été rédigés en collaboration avec son ex-[réf. souhaitée]époux le journaliste Airy Routier,.
- Valérie Lecasble et Airy Routier, Le flambeur : la vraie vie de Bernard Tapie, Paris, Éditions Grasset, 26 octobre 1994
- Valérie Lecasble et Airy Routier, Forages en eau profonde : Les secrets de l'affaire Elf, Paris, Éditions Grasset, 20 mai 1998, 407 p. (ISBN 2-246-51241-7)
- Valérie Lecasble, Le Roman de Canal+, Paris, Éditions Grasset, 1er janvier 2001, 341 p. (ISBN 2-7028-6757-X), p. 300

Certains de ces ouvrages trouvent écho dans la presse en raison des sujets abordés comme les affaires politico-médiatiques ou traitant de personnalités connues. Centré sur l'affaire Elf, « Forages en eau profonde » traite de multiples aspects liés à l'enquête d'Eva Joly, alors juge d'instruction de l'affaire, de ses méthodes ainsi que des soupçons de manipulations financières et politiques sous François Mitterrand puis Édouard Balladur. Ce livre révèle une partie des complexes rouages de l'affaire ; il permet à ses auteurs Valérie Lecasble et Airy Routier, d'être récompensés par le prix Derogy-L'express.